# Explorer 5
L'Explorer 5 fu un satellite statunitense appartenente al Programma Explorer, avrebbe dovuto continuare la missione iniziata dall'Explorer 1.

## La missione
Come parte dell'Operazione Argus, che vide la realizzazione di tre destinazioni nucleari in alta atmosfera, a una quota superiore a 100 km, il DARPA commissionò due satelliti per lo studio delle fasce di Van Allen e l'effetto che tali esplosioni nucleari potevano avere su queste. Il primo dei due satelliti fu l'Explorer 4, che fu lanciato con successo il 26 luglio 1958 da Cape Canaveral, mentre l'altro fu l'Explorer 5.
Explorer 5 fu dunque lanciato il 24 agosto del 1958 tramite il vettore Jupiter-C ma la missione fu un insuccesso; il primo stadio del razzo, infatti, impattò con il secondo al momento della separazione causando la distruzione del vettore.